# 灰者
《灰者》是由日本漫畫家木城幸人創作的科幻漫畫，於1995年至1996年在集英社旗下雜誌《Young Jump超增刊・Ultra Jump》上連載，共4話，單行本全1冊。本作為《銃夢》的衍生作品，時間線上算是前傳，情節以《銃夢》中的虛構競技「死亡球」為主軸。

## 創作
《銃夢》的連載在1995年初因為作者木城幸人身心狀況受創而提前完結，他也暫時無法從事漫畫工作。同年稍晚，頓田憲三創辦了新雜誌《Young Jump超增刊・Ultra Jump》（以下簡稱UJ），創刊號銷量不佳，因此想請木城來畫一些稿子。頓田有恩於木城，所以木城無法拒絕這項請求，而最後畫出來的就是《灰者》。《UJ》當時是不定期出刊，《灰者》的4話依序刊載於第2期至第5期，這四期的期號分別為1995年10月11日號、1996年3月13日號、1996年5月1日號和1996年7月24日號。

## 出版書籍
| 卷數 | 集英社        | 集英社             |
| 卷數 | 發售日期      | ISBN               |
| ---- | ------------- | ------------------ |
| 全   | 1998年6月19日 | ISBN 4-08-782560-4 |

## 備註
1. 此為日文原版的英文副標題，英譯本的標題為Ashen Victor。

## 外部連結
- ゆきとぴあ　灰者 （页面存档备份，存于） - 作者官網
- ゆきとぴあ　木城ゆきと・既刊コミックス案内 （页面存档备份，存于） - 作者官網
- 『灰者』（木城ゆきと） （页面存档备份，存于） - 講談社官網